# Dead Frontier
Dead Frontier là một trò chơi trực tuyến dành cho nhiều người chơi miễn phí, dựa trên trình duyệt web và sử dụng engine Unity 3D, diễn ra trong bối cảnh bị phơi nhiễm với zombie. Nó được vận hành bởi Creaky Corpse Ltd. Neil Yates là người sáng tạo và phát triển của trò chơi. Dead Frontier đã được phát hành cho phiên bản mở vào ngày 21 tháng 4 năm 2008 và hiện có hơn mười triệu tài khoản đăng ký.

## Cách chơi
Lấy bối cảnh thế giới mở hậu đại dịch xác sống, những người sống sót phải cùng nhau chiến đấu chống lại các xác sống khát máu, xây dựng tiền đồn và quan trọng nhất là có thể sống sót an toàn trong thành phố. Những nơi ẩn náu an toàn để sống và làm ăn gọi là các cứ điểm, cũng như các tòa nhà có rào chắn để làm tiền đồn cá nhân.Đi lại trong thành phố chỉ có thể được thực hiện bằng cách đi bộ. Người chơi có thể sử dụng một loại vũ khí và áo giáp có độ bền nhất định để sống sót qua các con phố bị nhiễm dịch bệnh.
Người chơi bắt đầu trò chơi bằng cách chọn một kiểu nhân vật, nghề nghiệp hoặc chuyên môn tại Nastya's Holdout, tiền đồn cho phép họ truy cập và tương tác với các dịch vụ khác nhau có sẵn trong trò chơi, chẳng hạn như thị trường, ngân hàng, nơi cất giữ vật phẩm, sân chế đồ.
Các thông tin hiển thị trên màn hình trong các căn cứ cũng như các ảnh đại diện tùy chỉnh được. Người chơi tương tác với nhau thông qua các diễn đàn, một đài phát thanh CB trong trò chơi (trò chuyện trong phòng chơi nhiều người), cũng như thông qua tin nhắn cá nhân (PM). Có một số quy tắc được áp dụng cho hành vi của người chơi, chẳng hạn như các quy tắc chống lại lừa đảo và lạm dụng lỗi. Phần lớn các quy tắc áp dụng cho diễn đàn hoặc đài phát thanh CB, và tất cả các quy tắc được thực thi bởi người điều hành và quản trị viên. Khi các MMORPG khác giới thiệu thành viên trả phí, Dead Frontier giới thiệu khái niệm Thành viên Vàng, cho phép người chơi trực tiếp ảnh hưởng đến cơ chế trò chơi thông qua hệ thống tín dụng. Tín dụng có thể được sử dụng để mua vũ khí trong trò chơi và các mặt hàng.